# Bolitoglossa obscura
Bolitoglossa obscura е вид земноводно от семейство Plethodontidae. Видът е уязвим и сериозно застрашен от изчезване.

## Разпространение
Разпространен е в Коста Рика.